# Schietpartij in Luik van 29 mei 2018

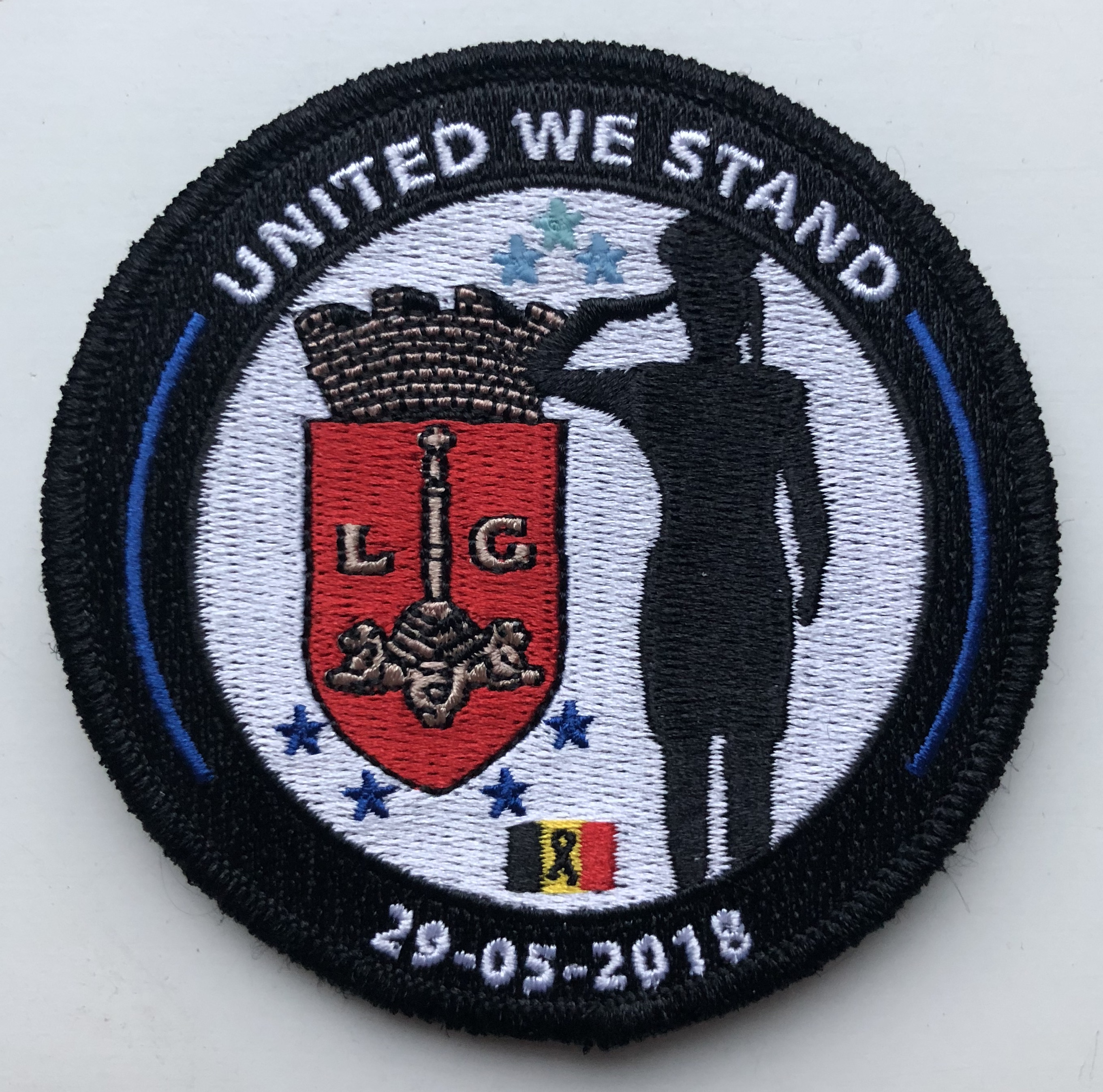
Belgian Blue Line patch

Op 29 mei 2018 vond er op de Boulevard d'Avroy in Luik een schietpartij plaats waarbij drie dodelijke slachtoffers vielen. Later werd de dader doodgeschoten door de politie. De aanslag werd een dag later opgeëist door Islamitische Staat.

## Gebeurtenissen
Omstreeks 10:30 uur in de ochtend viel Benjamin Herman voor café Aux Augustins twee agentes aan met een mes. Hij ontfutselde een dienstwapen en schoot de agentes dood. Vervolgens schoot hij een 22-jarige student neer bij een carjacking. Na deze feiten vluchtte hij naar Atheneum Léonie de Waha waar hij een poetshulp gijzelde. Herman liet haar ongedeerd omdat ze een moslima was. Nabij de school werd de agressor dodelijk neergeschoten door de politie. Enkele politieagenten liepen daarbij schotwonden op door kogels van collega's.
Het federaal parket bevestigde dat de man verschillende keren Allahoe akbar ("God is de grootste") had geroepen.

## Dader
De dader was een 31-jarige man uit Rochefort die voor de veertiende keer op penitentiair verlof was gestuurd. De man moest nog tot 2020 in de gevangenis blijven. Hij was veroordeeld voor onder meer drugshandel, gewapende overvallen en diefstal. De dader had zich in de gevangenis tot de Islam bekeerd.
De dader wordt ook verdacht van de moord op Michael Wilmet, een ex-medegevangene van Herman, in On bij Marche-en-Famenne, op de avond voorafgaand aan de schietpartij in Luik. Wilmet is om het leven gebracht door vijftien slagen met een voorwerp op het hoofd.

## Slachtoffers
De twee agentes die werden doodgeschoten waren de 53-jarige Lucille García, die sinds 1994 agente was in de stad Luik, en haar collega Soraya Belkacimi, een 45-jarige vrouw die sinds 2010 actief was als agente in Luik.
Bij de carjacking werd de 22-jarige student Cyril Vangriecken dodelijk getroffen. Hij zat als passagier in de wagen.
Op zondag 3 juni 2018 namen in Luik bijna 3000 mensen deel aan een Witte Mars ter herdenking van de slachtoffers.